# Ludwig van Beethoven
Ludwig van Beethoven (wymowa niemiecka: luːtvɪç fan ˈbeːthoːfn) (ur. 15–17 grudnia(zob. niżej) 1770 w Bonn, zm. 26 marca 1827 w Wiedniu) – niemiecki kompozytor i pianista, ostatni z tzw. klasyków wiedeńskich, a zarazem prekursor romantyzmu w muzyce, uznawany za jednego z największych twórców muzycznych wszech czasów.
Urodzony w Bonn, na terenie dzisiejszych Niemiec, już w młodości przeniósł się do Wiednia, gdzie rychło uzyskał reputację pianisty wirtuoza, a następnie wybitnego kompozytora. Mimo że około 25. roku życia zaczął tracić słuch, okazał wielką siłę ducha i nie zaprzestał tworzenia (do czasu również wykonywania) swoich dzieł, nawet w okresie całkowitej głuchoty.
W historii muzyki stanowi centralną postać pogranicza klasycyzmu i romantyzmu. Jego twórczość wytyczyła kierunek rozwoju muzyki na cały XIX wiek. Światową popularność Beethoven zawdzięcza przede wszystkim swym dziewięciu symfoniom, choć równie przełomowe było znaczenie jego sonat i wariacji fortepianowych oraz muzyki kameralnej, przede wszystkim kwartetów smyczkowych. Muzyka Beethovena łączy intensywność uczuć z doskonałością formy; wyraża się w niej apoteoza wolności i godności jednostki, woli życia, heroizmu, zmagań z losem oraz radości i powszechnego braterstwa.

## Życiorys

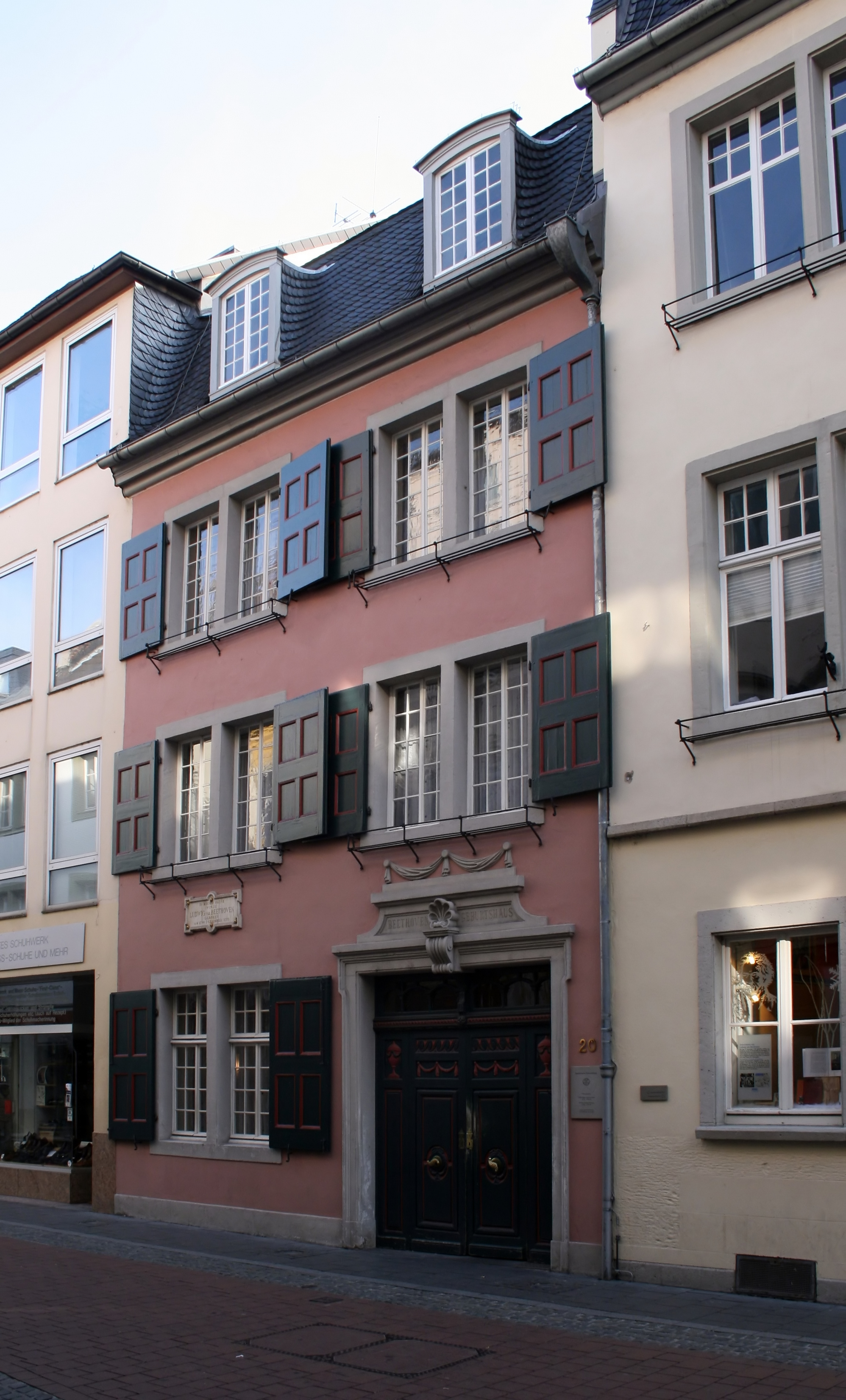
Dom urodzenia Beethovena w Bonn

Ciernie życia raniły go głęboko; i jak rozbitek z roztrzaskanego statku, który dociera do zbawczego brzegu, tak on rzucił się w twoje objęcia, o cudowna siostro dobra i prawdy, pocieszycielko w strapieniu, Sztuko, która pochodzisz z wysokości! Trwał przy tobie wiernie, i nawet gdy zawarły się wrota, przez które wstąpiłaś, przez ogłuchłe ucho przemawiałaś do tego, który więcej nie mógł cię już słyszeć [...] Artystą był, i któż stanie przy nim? Jak Behemot prący poprzez morza, tak on przekraczał granice swej sztuki. [...] Wszystko przemierzył, i pojął wszystko. Ten, który podąża za nim, nie może kroczyć dalej; musi rozpocząć od nowa, gdyż jego poprzednik zakończył tam, gdzie kończy się Sztuka.

### Pochodzenie
Jego przodkowie byli katolickimi rolnikami z terenów dzisiejszej Belgii („van” przed nazwiskiem nie oznacza, jak niemieckie von, rodowodu szlacheckiego, lecz jest typowym członem pospolitych nazwisk niderlandzkich). Istnieją dwie główne hipotezy o pochodzeniu nazwiska van Beethoven, które figuruje już w kronikach z XIII wieku. Według pierwszej oznacza ono „z buraczanych ogrodów, pól, gospodarstw” (beet – burak, hoven – „ogrody”, także w znaczeniu ziemi razem z budynkami). Druga hipoteza wskazuje na inne rdzenie: bet- (lepszy, -a, -e) oraz ouwe (gleba); jest faktem, że istniała we Flandrii miejscowość Betouwe, w późniejszych wiekach pisana „Bethove” i „Bethoven” – nazwisko van Beethoven mogło zatem należeć do osadników, którzy znaleźli gdzieś lepszą ziemię.

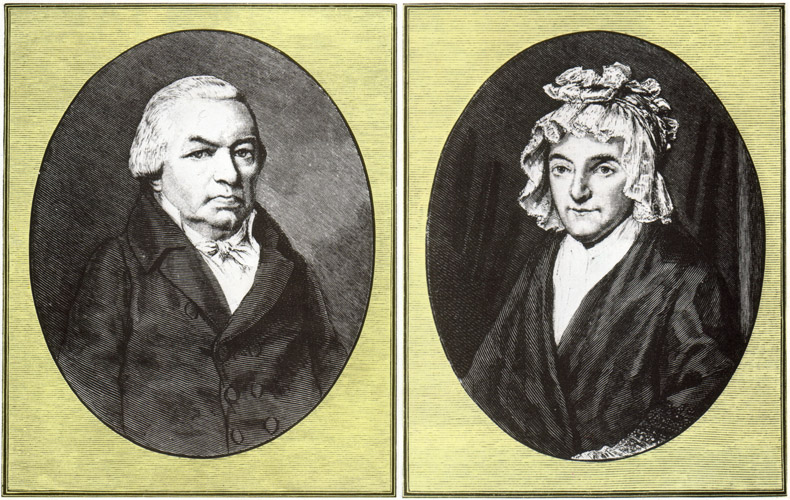
Rodzice Beethovena: ojciec Johann i matka Maria Magdalena z domu Keverich

Dziadek kompozytora, Ludwig senior (nid. Lodewijk (1712-1773), przybył do Bonn z Mechelen w 1733 i wkrótce potem poślubił miejscową dziewczynę, Marię Josephę Poll. Zrazu pracował jako śpiewak, w 1761 otrzymał posadę kapelmistrza. Jego syn, Johann van Beethoven (1740-1792) nie przejawiał już ani podobnego talentu, ani ambicji. Udało mu się jedynie osiągnąć stanowisko tenora w kapeli dworskiej. Ożenił się z Marią Magdaleną Laym z d. Keverich. Małżeństwo to miało siedmioro dzieci, z których pierwsze, Ludwig Maria, umarło zaledwie po kilku dniach od narodzin; drugi w kolejności był przyszły kompozytor, poza którym jeszcze tylko dwaj młodsi bracia dożyli wieku dorosłego: Nikolaus Johann oraz Kaspar Anton Karl. Bracia kompozytora nie byli (lub byli miernie) utalentowani muzycznie.

### Niejasności wokół daty urodzin
Dokładna data urodzin Beethovena nie jest pewna. W źródłach spotyka się trzy wersje: 15, 16 i 17 grudnia 1770. Sam kompozytor uważał, że urodził się 15 grudnia; wiadomo jednak, że ochrzczono go 17 grudnia, a wedle zwyczaju panującego w ówczesnym niemieckim kościele katolickim dzieci należało chrzcić nie później niż po 24 godzinach od narodzenia, co wskazywałoby raczej na datę 16 lub 17 grudnia. Obecnie za najbardziej prawdopodobne przyjmuje się, że Beethoven urodził się 16 grudnia 1770.

### Dzieciństwo i wczesna młodość

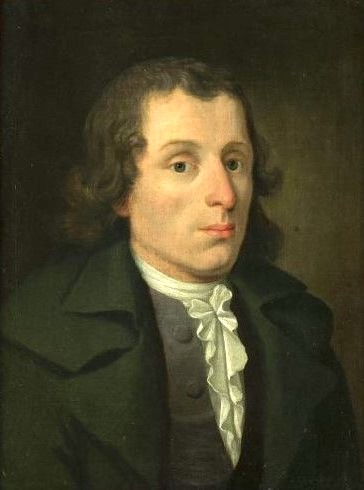
Christian Gottlob Neefe

Muzyczne zdolności Ludwiga ujawniły się bardzo wcześnie, w wieku ok. 4 lat, toteż ojciec Johann zapragnął uczynić z niego cudowne dziecko, podobne młodemu W.A. Mozartowi; nie miał jednak wystarczająco dużo wiedzy, talentu ani cierpliwości, by zrealizować to zamierzenie, a i geniusz jego syna rozwijał się wolniej niż u Mozarta. Ponadto Johann nadużywał alkoholu i nierzadko zachowywał się agresywnie w stosunku do żony i dzieci (w późniejszych latach Beethoven nigdy o nim nie wspominał, podczas gdy matkę darzył ogromną miłością, a jej portret zawsze stał na jego biurku). I choć to pod kierunkiem ojca chłopiec rozpoczął karierę pianisty w wieku 7 lat (pierwszy koncert dał w Kolonii), to już niebawem Johann począł wynajmować synowi lepszych nauczycieli. Najważniejszym z nich był kompozytor i organista Christian Gottlob Neefe, który zaznajomił młodego Beethovena z muzyką Johanna Sebastiana Bacha i rozkochał w niej (Bachowski cykl preludiów i fug „Das Wohltemperierte Klavier” Beethoven znał na pamięć). Już w 1784 młody muzyk począł zastępować Neefego na odpowiedzialnym stanowisku dworskiego organisty. Pojawiły się też pierwsze wydane kompozycje (m.in. Wariacje nt. marsza Dresslera i trzy sonaty zadedykowane elektorowi Maksymilianowi Fryderykowi), które nie zdradzały jednak rozmiaru późniejszego talentu kompozytora.

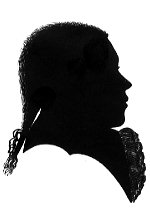
16-letni Beethoven (sylwetka)

Dorastający Beethoven około 1785 poznał studenta Franza Gerharda Wegelera, który pozostał jego dobrym przyjacielem także w latach wiedeńskich. Za pośrednictwem Wegelera Beethoven został nauczycielem muzyki w rodzinie von Breuning, u której po raz pierwszy spotkał się i oswoił ze światem arystokracji. Z upływem czasu z Breuningami związała młodego kompozytora serdeczna przyjaźń; ich córka Eleonora von Breuning była nawet prawdopodobnie jego pierwszą miłością (w 1802 wyszła za Wegelera). Od dawna zaprzyjaźniona z Beethovenami była z kolei rodzina Fischerów (właściciele ich domu), których dzieci Cäcilia i Gottfried miały później spisać cenne wspomnienia o bońskich latach kompozytora. Jeszcze innym wieloletnim przyjacielem młodego Ludwiga stał się kantor kaplicy elektorskiej Franz Anton Ries.
W 1787 siedemnastoletni Beethoven skorzystał z okazji wyjazdu do Wiednia, ówczesnej stolicy muzyki i muzyków. Tam to, być może, spotkał się z samym Mozartem, który – według przekazów – miał zobaczyć w nim „chłopca, który niebawem zadziwi świat”. Niestety, choroba matki (suchoty) już po dwóch tygodniach zmusiła młodzieńca do powrotu. Choć zdążył on jeszcze ujrzeć matkę żywą, niebawem zmarła. Po jej zgonie Johann bez reszty oddał się nałogowi i nie był w stanie zarabiać nawet na utrzymanie synów. Faktyczną głową rodziny został wtedy Ludwig, któremu udało się uzyskać pozwolenie na odbieranie połowy pensji ojca, przyznawanej mu nadal z łaski arcyksięcia; czynił to, by Johann nie wydawał wszystkich pieniędzy na alkohol. W tych trudnych chwilach pomógł rodzinie Beethovenów Franz Anton Ries. W tym też okresie na dwór boński przybył hrabia Ferdinand von Waldstein, który zostanie rychło nie tylko przyjacielem, ale i pierwszym mecenasem kompozytora.
Przez następne kilka lat Beethoven wytrwale wypełniał obowiązki dworskie i rodzinne (zorganizował edukację muzyczną młodszego z braci, Kaspara Karla, a starszego Johanna oddał na naukę do apteki), komponował i rychło wyrobił sobie na elektorskim dworze pozycję zdolnego muzyka. Nie zrezygnował jednak z marzeń o Wiedniu, i choć arcyksiążę zdążył się już poznać na wartości młodego kompozytora, na jego prośbę niechętnie udzielił mu „urlopu”, zastrzegając obowiązek powrotu oraz oferując regularną pensję. Tym sposobem Beethoven opuścił Bonn w listopadzie 1792, żegnany przez grono przyjaciół, słusznie przepowiadających mu „przejęcie ducha Mozarta z rąk Haydna”. Już w grudniu zmarł stary Johann; wkrótce potem do Nadrenii wkroczyły wojska francuskie, elektor Maksymilian Franciszek utracił władzę, a Beethovena nic już nie wiązało z rodzinnym miastem.

### Pierwsze lata w Wiedniu

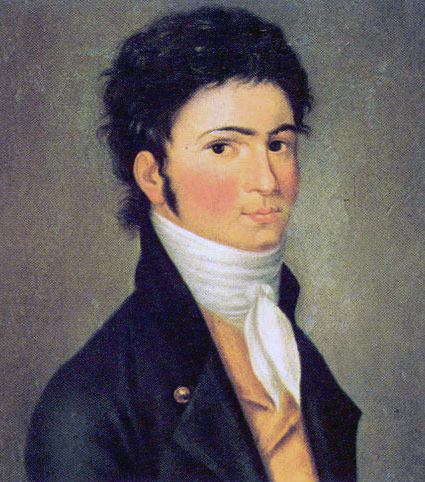
Młody Beethoven (1801), obraz Carla T. Riedla

Od 1792 Beethoven mieszkał już w Wiedniu na stałe. W czerwcu 1794 do stolicy Austrii przybył za nim brat Kaspar Anton Karl, który zajął się udzielaniem lekcji muzyki (później pracował jako urzędnik podatkowy); na początku 1796 r. do braci dołączył Nikolaus Johann, który z kolei zatrudnił się w aptece. Beethoven zdążył już zdobyć wielką popularność jako wirtuoz fortepianu (dopiero w drugiej kolejności zasłynął jako kompozytor). Jego wiedeński debiut miał miejsce 29 marca 1795 – wykonał wtedy pierwszą wersję Koncertu fortepianowego B-dur; według relacji koncert był wielkim sukcesem. Następnego dnia odbył się drugi, na którym Beethoven popisał się swą niezrównaną sztuką improwizacji.
Tymczasem pobierał jeszcze nauki kompozycji u Josepha Haydna, Johanna Schenka, Johanna Albrechtsbergera i Antonia Salieriego, nie był jednak w pełni zadowolony z żadnego nauczyciela. Zyskał również sympatię grona bogatych mecenasów i wielbicieli jego talentu, do których zaliczali się m.in. Karl Alois książę Lichnowsky, książę Joseph Franz Maximilian Lobkowitz, książę Ferdinand Johann Nepomuk Kinsky, książę Andriej Kiriłłowicz Razumowski, Moritz hr. von Fries; zaprzyjaźnił się też ze swym wieloletnim uczniem, arcyksięciem Austrii i późniejszym arcybiskupem Ołomuńca, Rudolfem Johannem Habsburgiem.
Jego pozycja społeczna i materialna była dobra. Coraz więcej komponował i wydawał (począwszy od powstałych w 1792 r. Triów fortepianowych op. 1); rola pianisty sprawiła, że tworzył przede wszystkim utwory z udziałem fortepianu. 2 kwietnia 1800 odbył się pierwszy koncert, z którego dochód przeznaczony był wyłącznie dla Beethovena; swoją premierę miała na nim m.in. I symfonia. Choć dzieło zostało przyjęte dość dobrze, krytycy często nie byli przychylni jego utworom; powtarzała się opinia, że dominuje w nich uparte pragnienie oryginalności. Beethoven niewiele się tym przejmował; w istocie, prawdziwa rewolucja w jego stylu miała dopiero nadejść.

### Początki głuchoty i testament heiligenstadzki
Nie mogłem się jednak zdobyć na powiedzenie ludziom: «Mówcie głośno, krzyczcie, bo ja jestem głuchy!»

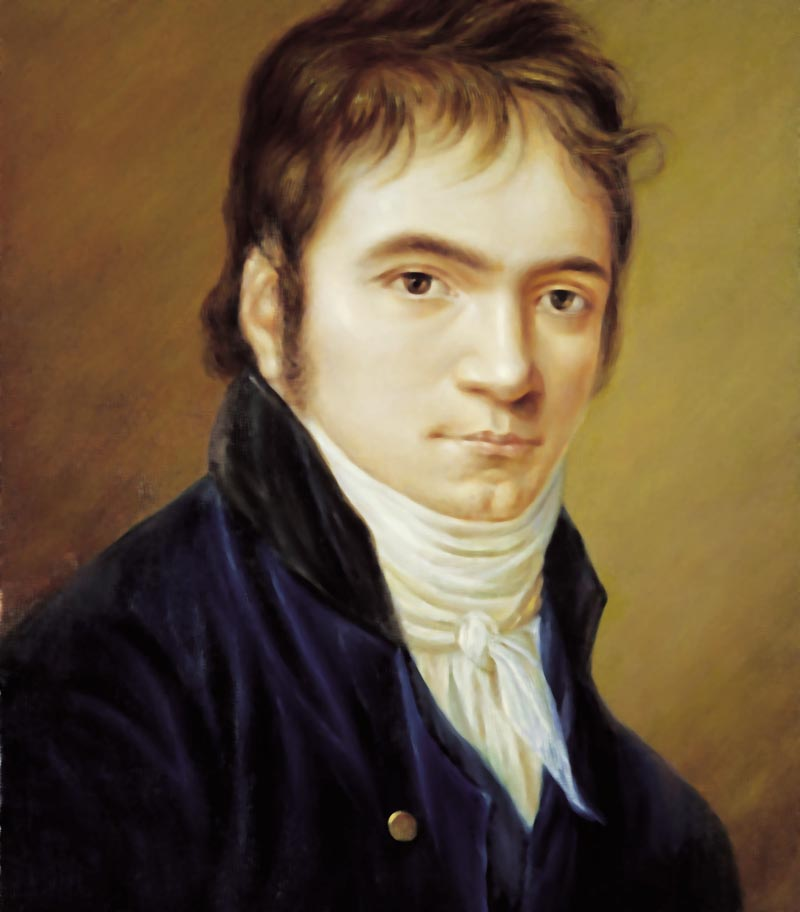
Ludwig van Beethoven w 1803, miniatura Ch. Hornemanna

W okresie 1796–1798, u szczytu wirtuozowskiej sławy, wystąpiły u Beethovena pierwsze objawy głuchoty. Zrazu sądził, że jest to niedyspozycja przejściowa, z czasem jednak zdał sobie sprawę, że głuchnie nieodwracalnie. Kryzys przyszedł na jesieni 1802, kiedy podczas pobytu w podwiedeńskim Heiligenstadt kompozytor sporządził (niewysłany) list do braci, tzw. testament heiligenstadzki (Heiligenstädter Testament): jak pisał, postępująca choroba doprowadziła go niemal do samobójstwa: „Jedyna rzecz, jaka mnie powstrzymywała, to moja sztuka. Naprawdę bowiem wydawało mi się niemożliwe opuścić ten świat, zanim stworzę wszystkie dzieła, które czuję, że muszę skomponować”. Po kilku latach heroicznych zmagań z kalectwem, Beethoven został w końcu zmuszony do całkowitej rezygnacji z występów publicznych i poświęcenia się wyłącznie pracy kompozytorskiej. Te tragiczne przeżycia wycisnęły głębokie piętno na jego twórczości, afirmującej bohaterstwo, siłę ducha i wolę życia pomimo cierpienia. Kompozytor na dobre przezwyciężył heiligenstadzki kryzys; jak pisze Ates Orga: „otarł się o śmierć i jednocześnie, paradoksalnie, odkrył życie na nowo”. Niedługo po załamaniu spod pióra Beethovena wyszło jedno z jego najradośniejszych dzieł, II symfonia D-dur op. 36.

### Wiek dojrzały
Wcale nie jestem zadowolony z tego, co zrobiłem dotychczas, i teraz mam zamiar zacząć od początku.

Sława Beethovena zataczała coraz szersze kręgi. 5 kwietnia 1803 odbył się kolejny benefis kompozytora (wykonano obie symfonie, oratorium Chrystus na Górze Oliwnej i III koncert fortepianowy). W lecie otrzymał w darze fortepian od słynnego paryskiego fabrykanta, Sébastiena Érarda.
Kiedy w 1804 światło dzienne ujrzała III symfonia Es-dur op. 55 „Eroica”, obcowanie z nią „musiało być przeżyciem podobnym do tego, jakim była wiadomość o rozbiciu atomu” (G. Marek). To pod każdym względem rewolucyjne, łączące idee Oświecenia i romantyzmu dzieło początkowo zadedykowane było Napoleonowi; Beethoven usunął jednak dedykację na wieść o koronowaniu się konsula na cesarza (był zagorzałym idealistą-republikaninem). Nie zmienił natomiast ukończonego już dzieła, nazwanego teraz Symfonią bohaterską (wł. eroica), napisaną dla uczczenia pamięci wielkiego człowieka. Co zrozumiałe, obfitująca w nowości Eroica nie od razu odniosła sukces.
Również w 1804 Beethoven otrzymał propozycję napisania opery do (trzykrotnie już dotąd wykorzystanej) historii o Leonorze. W libretcie autorstwa Josepha von Sonnleithnera pociągał go wątek buntu przeciwko politycznej opresji, pochwała wiernej miłości małżeńskiej (Beethoven nigdy się nie ożenił) i wysoce moralny, patetyczny ton. Fidelio powstawał z wielkimi trudnościami; Beethoven był kompozytorem instrumentalnym i czuł się mniej pewnie w muzyce wokalnej. Wystawiano go trzy razy, w latach 1805, 1806 i 1814. Ostatecznie dopiero trzecia, gruntownie przerobiona wersja zdobyła powodzenie.
Lata 1804–1810 to okres wyjątkowej płodności twórczej Beethovena, który stworzył wtedy m.in. cztery symfonie, cztery koncerty, pięć kwartetów, oprócz tego tria, sonaty, uwertury. Według George’a Marka ów „cud potencji twórczej” może być wyjaśniony przez fakt, iż Eroiką i Fideliem Beethoven zapoczątkował w swojej twórczości nowy styl, który następnie począł w różnych kierunkach eksplorować.
W 1806 Beethoven odwiedził hrabiego Franza von Oppersdorffa w jego zamku w Głogówku koło Prudnika. Został przywitany koncertem orkiestry zamkowej, która pod kierownictwem miejscowego dyrygenta Hoszka wykonała II symfonię D-dur. Beethoven obiecał ofiarować hrabiemu swoją V symfonię c-moll, nad którą wówczas pracował. Oppersdorff wypłacił mu 500 florenów zaliczki. Beethoven jednak postanowił zadedykować V symfonię hrabiemu A.K. Razumowskiemu, natomiast Franz von Oppersdorff otrzymał prawa (a zatem i zyski z wykonań) do VI symfonii.
Pod koniec 1808 Beethoven otrzymał propozycję objęcia stanowiska na dworze w Westfalii. Arcyksiążę Rudolf z książętami Kinskym i Lobkowitzem, chcąc zatrzymać kompozytora w Wiedniu, zagwarantowali mu m.in. roczną pensję w wysokości 4 tysięcy guldenów, byle tylko nie skorzystał z propozycji. Beethoven przystał na te warunki.

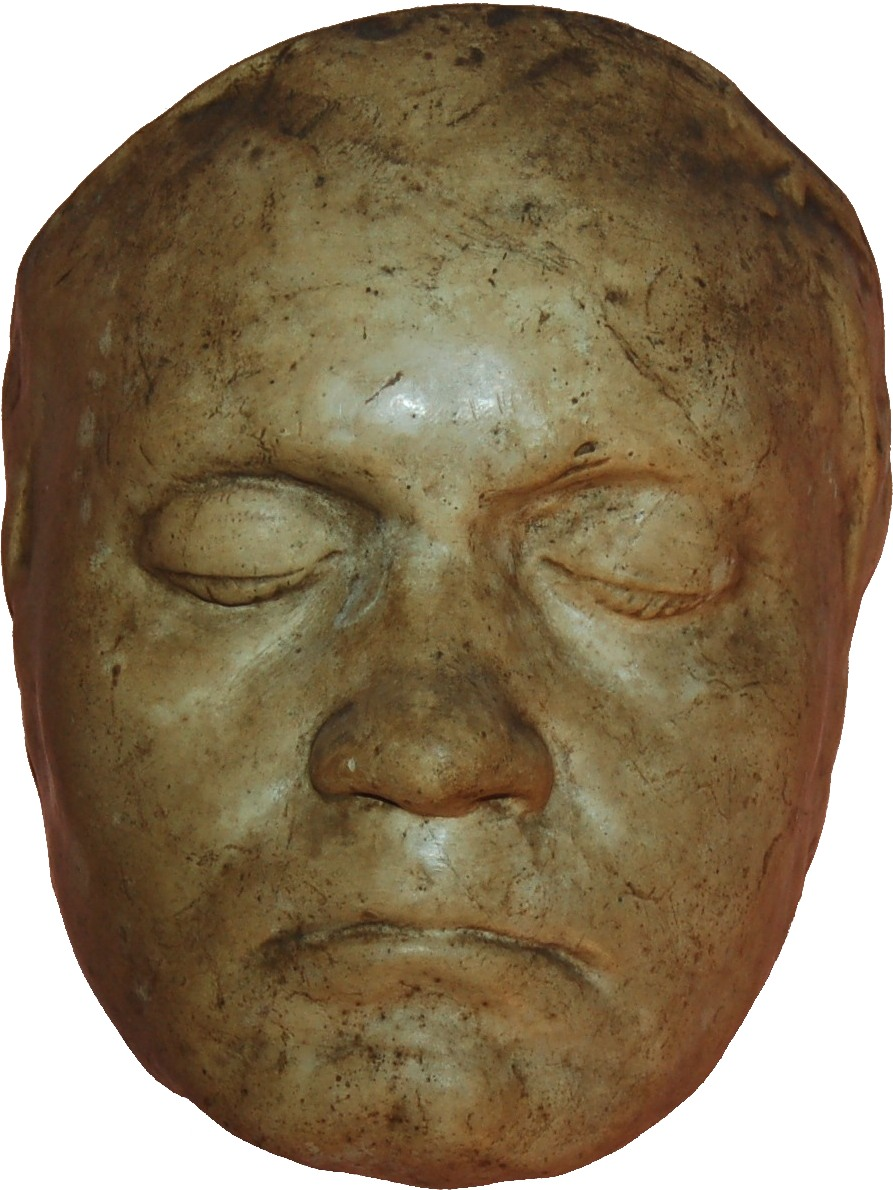
Maska Beethovena, wykonana w 1812

W 1815 rozpoczął się nowy rozdział w życiu Beethovena, który po śmierci brata Kaspara usilnie (i skutecznie) zabiegał o opiekę nad jego synem Karlem; był przekonany, że wdowa po bracie, Johanna, jest zbyt rozwiązła, by zajmować się dzieckiem. Stało się to początkiem ogromu trosk zarówno dla Beethovena, jak i dla Karla i Johanny, gdyż mimo ogromnej miłości do bratanka Beethoven zupełnie nie nadawał się do wychowania dziecka: brakowało mu przede wszystkim ustabilizowanego trybu życia oraz konsekwencji w wychowaniu. Dojrzewający Karl usiłował nawet w roku 1826 odebrać sobie życie, co całkowicie zdruzgotało kompozytora. W okresie intensywnej opieki nad bratankiem zaznaczyło się u Beethovena wyraźne spowolnienie procesu twórczego (jedynym – choć uważanym za arcydzieło – większym utworem, jaki skomponował w latach 1817–1819, była Wielka Sonata B-dur op. 106 „Hammerklavier”).

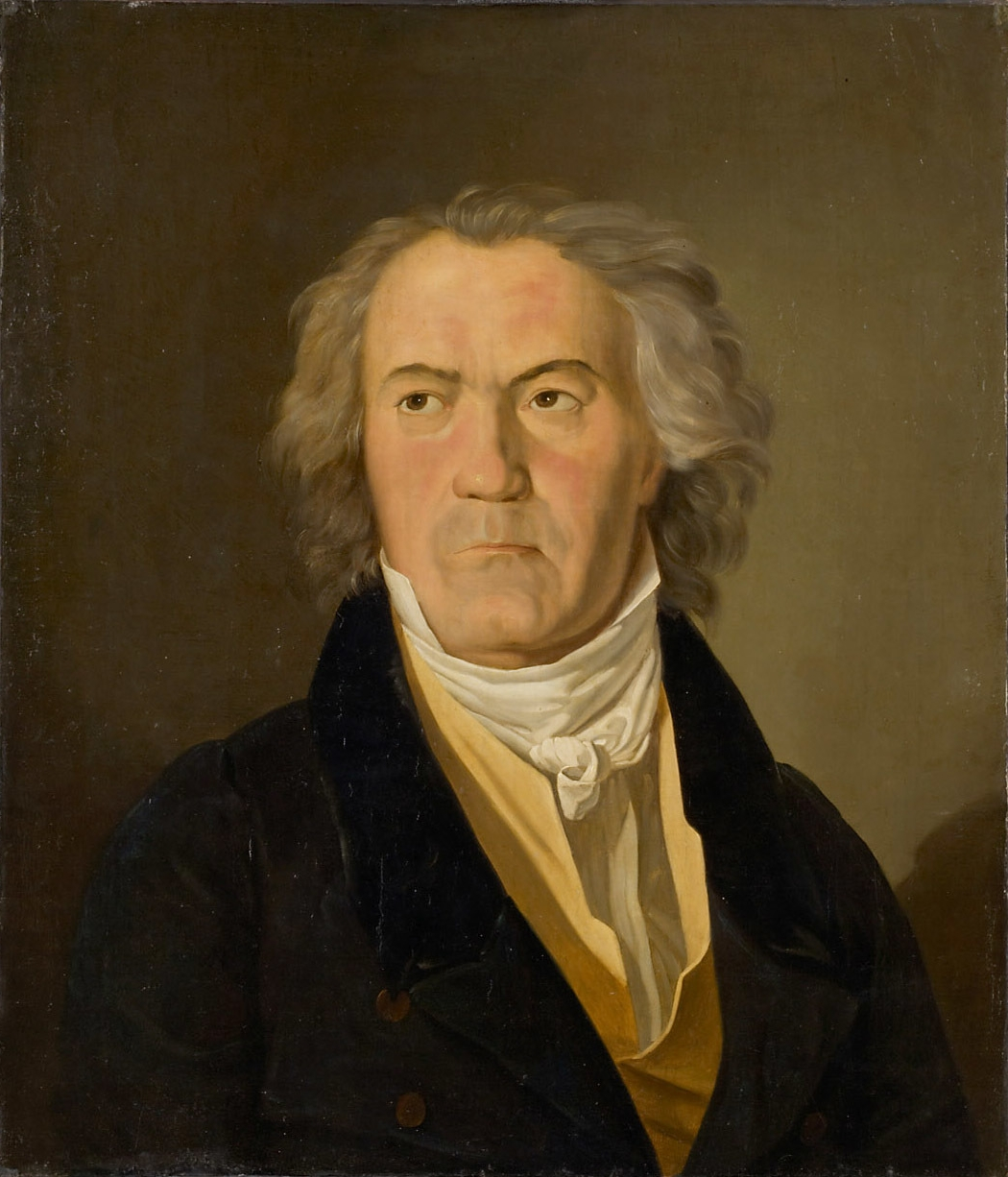
Ludwig van Beethoven (1823), kopia zniszczonego obrazu F.G. Waldmüllera

Jeszcze przed rokiem 1819, z powodu całkowitej głuchoty, zmuszony był porozumiewać się z otoczeniem wyłącznie za pomocą tzw. zeszytów konwersacyjnych  (Konversationshefte). Powstał w ten sposób unikatowy historyczny zapis, w którym zawarte są dyskusje nie tylko na tematy muzyczne; daje to biografom bezcenny wgląd w myśli kompozytora. Dzięki przyjacielowi i pierwszemu biografowi Beethovena, Antonowi Schindlerowi, część z nich (138 z 400) zachowała się do dziś (sprawiedliwość każe jednak dodać, że Schindler uczynił też wiele w celu zakłamania i mitologizacji pamięci o kompozytorze, m.in. z powodu małostkowej zazdrości o swoją rolę w życiu „Mistrza”).

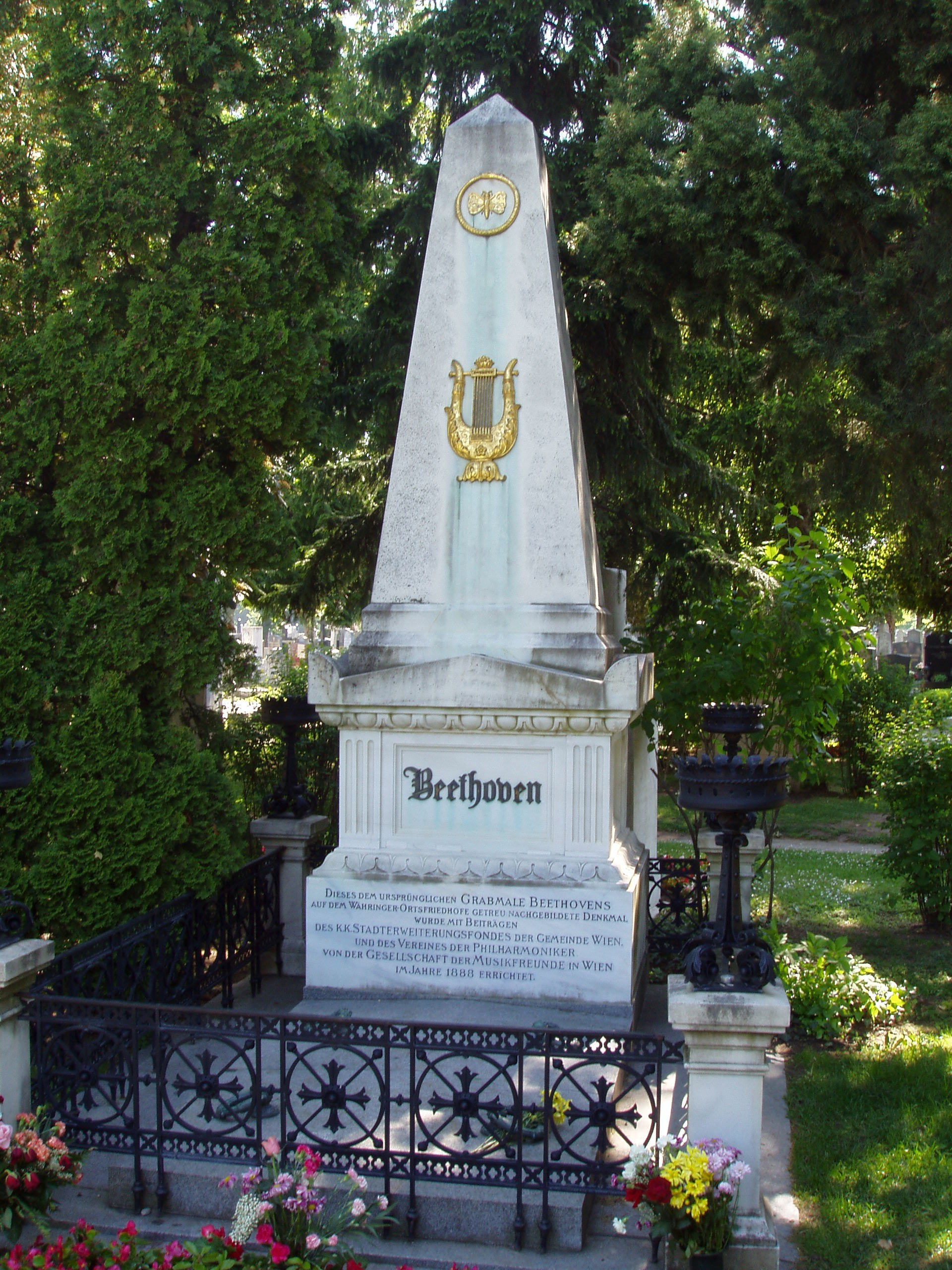
Grób Beethovena na wiedeńskim Zentralfriedhof

Ostatnie lata przyniosły Beethovenowi dowody wielkiego uznania, m.in. został członkiem szwedzkiej Akademii Nauk, otrzymał od Ludwika XVIII złoty medal za Mszę uroczystą (Missa Solemnis D-dur op. 123), a wśród wiedeńczyków cieszył się ogromną sławą, nawet jeśli wciąż nie w pełni rozumiano go jako twórcę.
Jednakże nieregularny, destrukcyjny wręcz tryb życia, intensywna, wycieńczająca praca, złe warunki mieszkalne oraz druzgocące przeżycia osobiste wyczerpywały, dawniej bardzo silny, organizm kompozytora. Przez całe życie borykał się z chorobami jelit, dodatkowo w ostatnich tygodniach przykuła go do łóżka puchlina wodna, cierpiał również na marskość wątroby. Agonia była długa. Ludwig van Beethoven zmarł późnym popołudniem (o 17:45) 26 marca 1827. Ostatnim gestem kompozytora było, według anegdot, wyciągnięcie ku górze zaciśniętej pięści; wersji ostatnich jego słów jest kilka, m.in.: (prawdopodobnie prawdziwa) Plaudite, amici, comoedia finita est („Klaszczcie, przyjaciele, komedia skończona”, ostatnie zdanie rzymskich komedii), Szkoda, szkoda, za późno! (gdy powiadomiono go o przybyciu wina przysłanego mu z ojczystej Nadrenii), W niebie będę słyszał. Podobno nad Wiedniem w czasie jego śmierci rozpętała się ogromna burza.

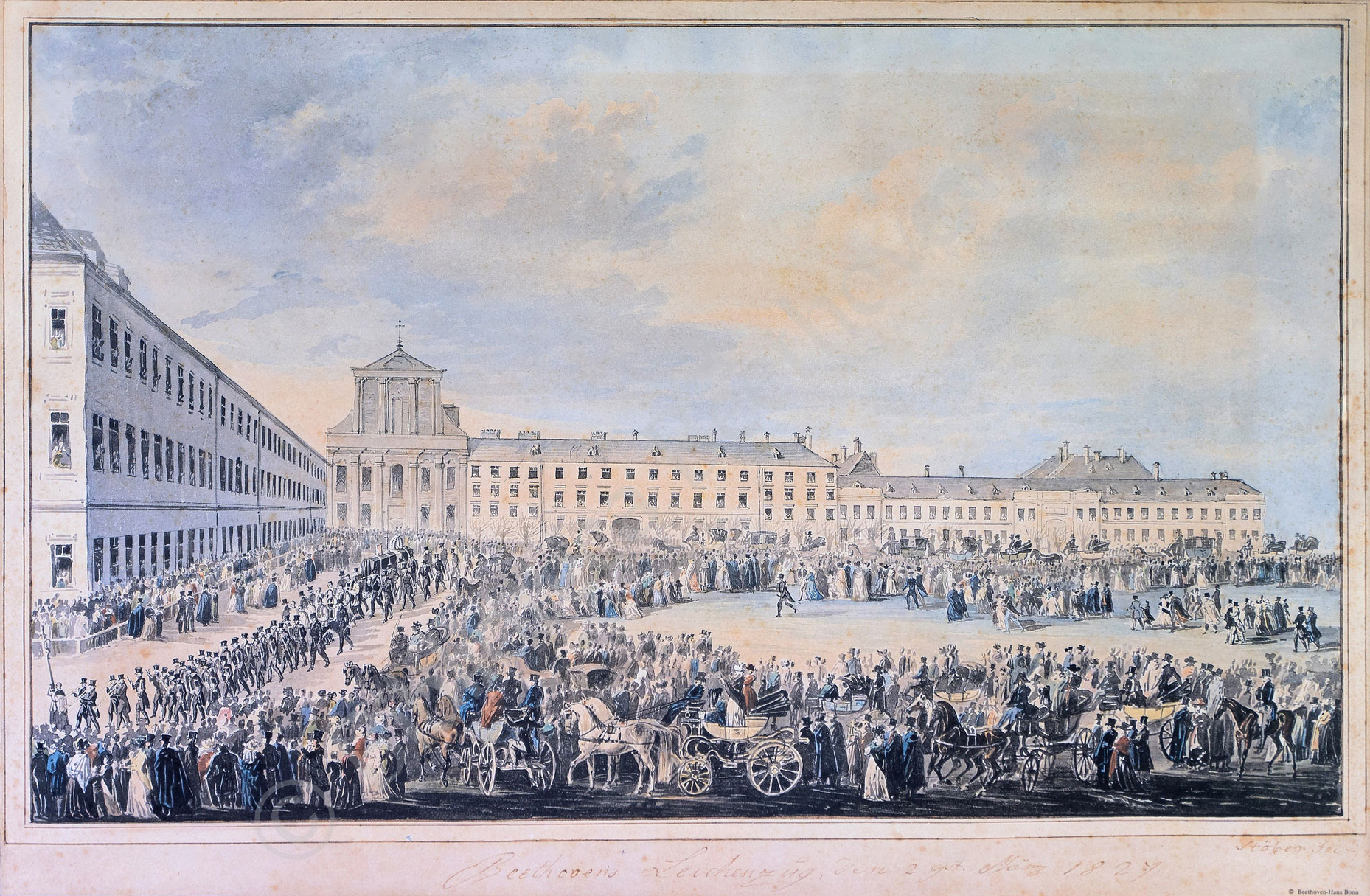
Pogrzeb Beethovena

Pochowany został pierwotnie na Cmentarzu Friedhof St. Marx w Wiedniu, z którego w 1888 szczątki kompozytora zostały przeniesione na nowo powstały Cmentarz Centralny w Wiedniu. W jego pogrzebie udział wzięła ogromna, około dwudziestotysięczna rzesza wiedeńczyków (ludność miasta liczyła podówczas około 200 tysięcy). Mowę pogrzebową wygłosił Beethovenowi austriacki poeta Franz Grillparzer.
Jak wykazały badania naukowe przeprowadzone na początku XXI wieku, przyczyną głuchoty i wielu innych dolegliwości, a w końcu także śmierci Beethovena było zatrucie ołowiem. Głównym sprawcą zgonu wedle najnowszych hipotez mógł być lekarz Beethovena, Andreas Wawruch, kurujący kompozytora m.in. okładami zawierającymi ołów. Przypuszczenie takie wysunął patolog Christian Reiter: zbadawszy włosy kompozytora stwierdził on, że stężenie ołowiu w jego organizmie gwałtownie rosło po wizytach lekarza. Należy jednak zauważyć, że kompozytor był już wcześniej zatruty ołowiem: stężenie tego metalu w jego organizmie przekraczało normę blisko stukrotnie. Przyczyną ołowicy mogły być naczynia lub wody lecznicze zawierające ołów. Kuracja Wawrucha była więc prawdopodobnie jedynie przyspieszeniem nieuniknionego.

### Beethoven i kobiety
Kobiety zajmowały bezsprzecznie ważne miejsce w życiu Beethovena, jednakże biografowie dysponują nader skromną liczbą źródeł na temat jego licznych miłości. Przyczyną tego może być fakt, że wszystkie ukochane Beethovena pochodziły z arystokracji, sam kompozytor natomiast nie mógł szczycić się szlacheckim pochodzeniem; w owych czasach związek arystokratki z człowiekiem z niższych sfer – nawet geniuszem – był dla tej pierwszej sprawą wstydliwą i nie mógł zyskać akceptacji rodziny i społeczeństwa. Kompozytor, mimo kilku prób, nigdy się nie ożenił, znane są jednak nazwiska wielu kobiet, które, nierzadko z wzajemnością, kochał; przypuszcza się, że z niejedną z nich utrzymywał stosunki intymne, wielu natomiast dedykował swoje utwory.
Jedną z nich była poznana około 1800 Giulietta Guicciardi, której imię zostało unieśmiertelnione przez Sonatę fortepianową cis-moll op. 27/2 (tzw. „Księżycową”). Doszło nawet do zaręczyn, jednak ojciec narzeczonej nie zgodził się ostatecznie na ślub.
Niedługo po swym przyjeździe do Wiednia Beethoven zaprzyjaźnił się z rodziną Brunsvików, należącą do węgierskiej szlachty. Szczególnie zażyłe stosunki utrzymywał z siostrami Therese i Josephine Brunsvik. Podczas gdy z Therese nie łączyło go najprawdopodobniej nic ponad przyjaźń, Josephine darzył w okresie 1804-1807 głębokim uczuciem. Josephine jednak nie podjęła decyzji o zaangażowaniu się w związek i ich stosunki praktycznie urwały się na jesieni 1807.
Ważną rolę w biografii Beethovena odegrała Anna Maria Erdödy (z domu Niczky), także węgierska arystokratka. Bezsprzecznie przyjaźniła się z Beethovenem (kompozytor nazywał ją swoim spowiednikiem), prawdopodobnie jednak nie zostali kochankami.
Z pozostałych kobiet w życiu Beethovena można wymienić m.in. Bettinę Brentano (przyjaciółkę także Goethego), Therese Malfatti, Dorotheę von Ertmann.
Największa tajemnica życia uczuciowego Beethovena związana jest z listem do Nieśmiertelnej Ukochanej (niem. Unsterbliche Geliebte, lepiej tłumaczone jako „wiecznie kochana”). Został on znaleziony po śmierci Beethovena w ukrytej szufladzie biurka, m.in. razem z tzw. Testamentem heiligenstadzkim. Do dziś nie ma wśród badaczy zgody w kwestii enigmatycznej adresatki listu; nie wiadomo nawet z pewnością, dokąd list był adresowany (autor pisze o miejscu „K.”), kiedy został napisany i czy kompozytor w ogóle go wysłał. Bardzo prawdopodobne jest, że „K.” oznacza uzdrowisko Karlsbad, czyli dzisiejsze czeskie Karlowe Wary, list zaś powstał w 1812. Gdyby było to prawdą, najpoważniejszą kandydatką na Nieśmiertelną Ukochaną byłaby, jak uważa George R. Marek, Dorothea von Ertmann, jednak ustalenie prawdy graniczy z niemożliwością z powodu niedostatecznej ilości wiarygodnych źródeł.

## Twórczość
Supremacja momentu etycznego nad momentem estetycznym: odpowiedzialność wobec całokształtu życia ponad odpowiedzialnością wobec najwznioślejszego chociażby ideału oderwanego piękna znalazła – jeżeli chodzi o muzykę – najdoskonalszy swój wyraz w twórczości Beethovena.

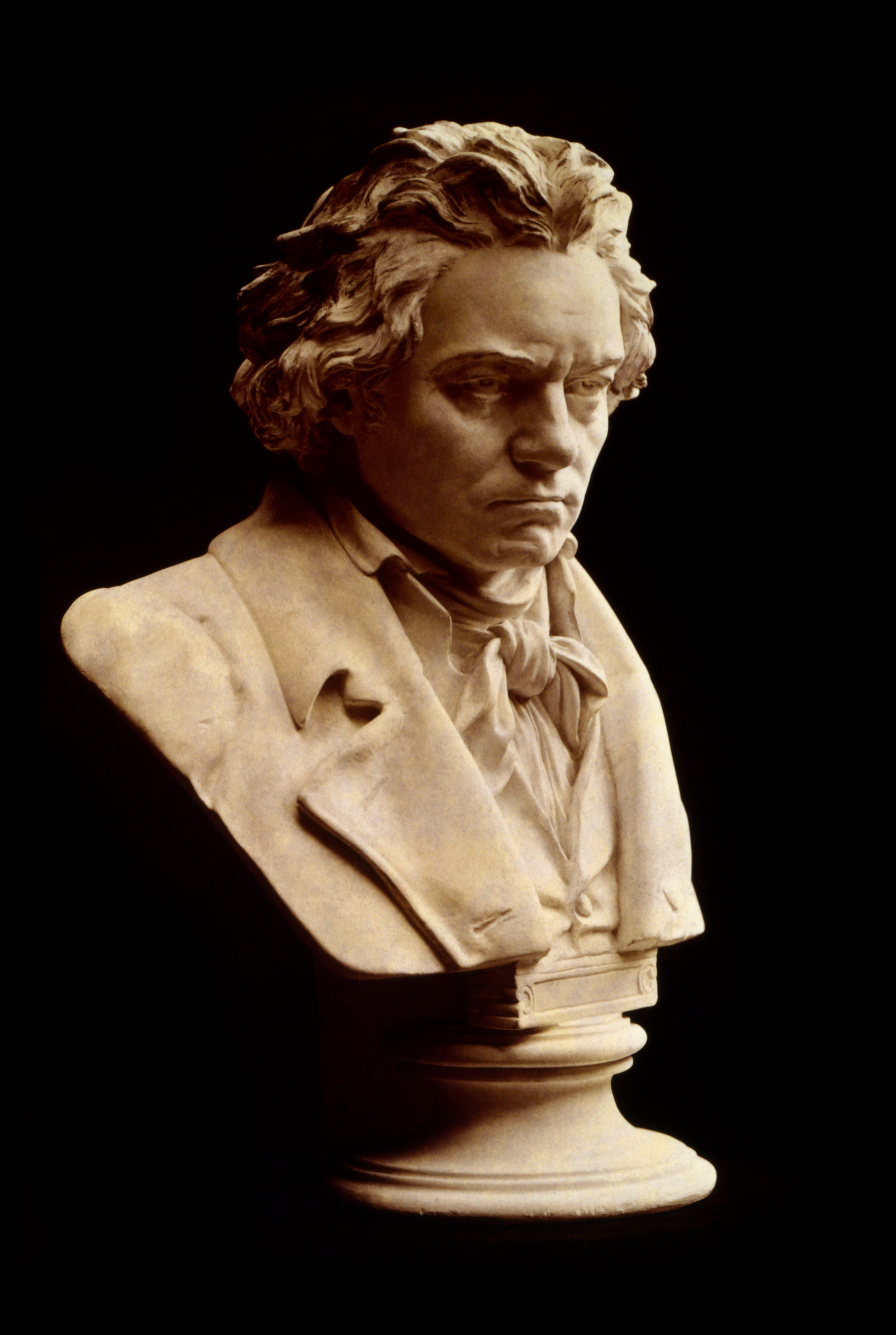
Popiersie L. Beethovena

Beethoven stanowi w historii muzyki centralną postać okresu przejściowego między klasycyzmem a romantyzmem; jego twórczość, zakorzeniona wprawdzie w tradycji Haydna i Mozarta, jednak wybitnie nowatorska w zakresie formy, faktury, kolorystyki, wyznaczyła kierunki rozwoju muzyki na cały XIX wiek. Beethoven znacznie wyraźniej niż jego poprzednicy ujawnił możliwości muzyki w wyrażaniu filozofii życia, bez uciekania się do medium słownego. Sztuka Beethovena, pod względem ideowym czerpiąca z oświeceniowego humanizmu, hasła subiektywizmu i uwielbienia natury okresu Sturm und Drang oraz ideałów rewolucji francuskiej, stanowi apoteozę wolności i godności jednostki, woli życia, heroizmu, zmagań z losem oraz radości i powszechnego braterstwa.
Najważniejszym osiągnięciem Beethovena było wyniesienie muzyki instrumentalnej ponad dominującą wówczas muzykę wokalną – na pozycję najwyższej dziedziny sztuki. Dotychczas muzykę instrumentalną traktowano z niewielkim poważaniem, ponieważ nie naśladowała rzeczywistości. Dzięki Beethovenowi stała się ona najważniejszą sztuką epoki romantyzmu.
Doprowadził do szczytowego punktu rozwoju wszystkie przejęte gatunki muzyczne (poza operą i pieśnią), w tym symfonię, koncert, kwartet smyczkowy, sonatę, wariacje.
Kontynuatorami myśli twórczej Beethovena byli przede wszystkim Johannes Brahms, Anton Bruckner i Gustav Mahler.

### Innowacje formalne
Innowacje wprowadzone przez Beethovena stworzyły nowe możliwości przed całymi pokoleniami kompozytorów. Stworzył on nową fakturę instrumentalną, przede wszystkim symfoniczną, fortepianową i kameralną. Rozwinął formę sonatową i wariacyjną, eliminując ostatecznie elementy suitowe. Znacząco rozszerzył zasób środków harmonicznych (np. o akordy bifunkcyjne w IX symfonii i Sonacie fortepianowej Les Adieux). Stworzył typ symfonii wokalno-instrumentalnej (tj. z udziałem głosu ludzkiego), który rozwijali później m.in. Hector Berlioz, Ferenc Liszt, Felix Mendelssohn i Gustav Mahler. Beethovenowskie bagatele zapoczątkowały rozwój romantycznej liryki fortepianowej. W zakresie kontrapunktu Beethoven ostatecznie zerwał z polifonią baroku (choć w ostatnim okresie twórczości chętnie sięgał do tradycji barokowych, a nawet średniowiecznych). Wykształcił, w opozycji do stylu brillant, gatunek koncertu symfonicznego, charakteryzujący się daleko idącym zjednoczeniem ról instrumentu solowego i orkiestry w miejsce dawnej „konkurencji” (łac. concertare) między nimi i wysuniętego na pierwszy plan czynnika popisowego; Beethovenowską drogą podążyli tu głównie Robert Schumann, Ferenc Liszt i Johannes Brahms. W dziedzinie muzyki sakralnej stworzył Beethoven nowy typ mszy symfonicznej (zob. Missa solemnis op. 123), zrywający z tradycją mszy typu kantatowego. Wielokrotnie rozszerzał obsadę orkiestry, m.in. o kontrafagot, flet piccolo, puzony i dodatkowe rogi. Usamodzielnił partię wiolonczel (np. w II cz. V symfonii) oraz kontrabasów (np. w finale IX symfonii). Był pierwszym kompozytorem, dla którego oznaczenia wykonawcze stały się istotnymi elementami kompozycji; w późniejszych utworach zamiast utartych zwrotów włoskich preferował często oznaczenia niemieckie, pełniące nierzadko funkcję programowych komentarzy do utworu – np. klagender Gesang i ermattet klagend w Sonacie As-dur op. 110. Jako pierwszy konsekwentnie oznaczał tempo swoich kompozycji, jako pierwszy stosował też systematycznie numerację opusową.

### Trzy okresy twórczości
Dorobek kompozytorski Beethovena jest zazwyczaj dzielony na trzy okresy: wczesny (tzw. klasyczny), środkowy (tzw. heroiczny) i późny (tzw. romantyczny). W ujęciu tym okres wczesny trwa do roku 1800 (1802), środkowy rozciąga się od roku 1800 (1802) r. do roku 1815, późny natomiast obejmuje lata 1815–1827 (trzeba zaznaczyć, że podane daty są orientacyjne).
W okresie wczesnym (klasycznym) Beethoven podąża ścieżką wytyczoną przez swoich wielkich poprzedników, Haydna i Mozarta, jednak odkrywa już nowe kierunki twórczości i stopniowo poszerza ramy i ambicje swoich dzieł. Do ważnych utworów pierwszego okresu należą: I i II symfonia, pierwsze 6 kwartetów smyczkowych (op. 18), pierwsze 3 koncerty fortepianowe, i pierwsze kilkanaście sonat fortepianowych, w tym tzw. Patetyczna op. 13 i tzw. Księżycowa op. 27/2.
Główne cechy tego okresu:
- powstają głównie utwory kameralne z udziałem fortepianu (np. Tria fortepianowe op. 1)
- styl wciąż czysto klasycystyczny, niejednokrotnie podobny do stylów Haydna i Mozarta, jednak z wyraźnie oryginalną dynamiką, zwłaszcza crescendami prowadzącymi ku nagłemu piano,
- typowy (z licznymi wyjątkami) układ części w utworach cyklicznych jest następujący:
  1. allegro sonatowe z obszerną ekspozycją z wieloma tematami i stosunkowo krótkim przetworzeniem,
  2. rozbudowana część liryczna z ornamentowaną melodią,
  3. menuet (pomimo nazwy Scherzo),
  4. „lekki” finał w stylu galant.

Okres środkowy (heroiczny) rozpoczął się wkrótce po kryzysie osobistym kompozytora, wywołanym odkryciem, że jego głuchota jest postępująca i prawdopodobnie nieodwracalna. Cechuje go preferowanie dużych form, niosących idee bohaterstwa, walki z losem. Obfituje w wybitne dzieła, wśród których znajduje się m.in. sześć symfonii (III – VIII), IV i V Koncert fortepianowy, Koncert potrójny, Koncert skrzypcowy, pięć kwartetów smyczkowych (nr 7-11), kolejne dziesięć sonat fortepianowych (m.in. tzw. Waldsteinowska op. 53 i Appassionata op. 57), sonata skrzypcowa A-dur Kreutzerowska op. 47 i jedyna opera kompozytora, Fidelio op. 72.
Główne cechy okresu środkowego:
- wyraźnie nasilają się kontrasty w melodii, rytmie, dynamice i artykulacji,
- wiele utworów nabiera charakterytycznej, „heroicznej” wymowy,
- melodia staje się coraz odleglejsza od tradycyjnej, wokalnej (Wagner: „Beethoven wynalazł melodię instrumentalną”),
- zanika ornamentacja,

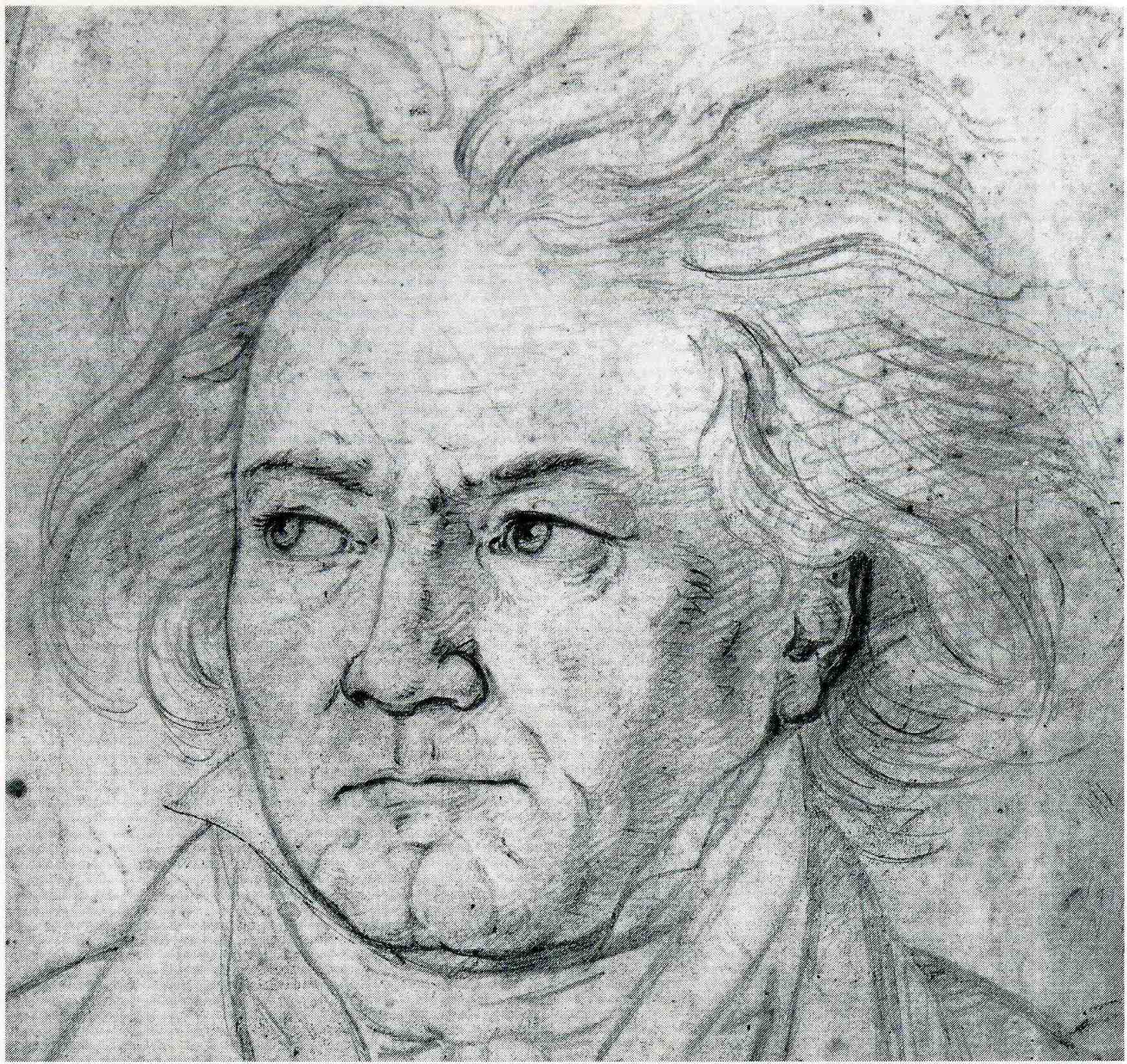
Beethoven w roku 1818 (szkic Augusta von Kloebera)

- coraz większe zróżnicowanie form, a w utworach czteroczęściowych:
  - ekspozycja skraca się, a przetworzenie i koda wydłużają,
  - części powolne zmniejszają rozmiary albo wręcz zanikają,
  - scherza obfitują w niespodziewane akcenty i synkopy,
  - finały nabierają większej wagi, a nawet stają się kulminacją całego cyklu.

Ostatni, późny (romantyczny) okres twórczości Beethovena rozpoczął się ok. roku 1815. Dzieła tego okresu charakteryzują się wielką głębią intelektualną, licznymi innowacjami formalnymi i silnie osobistym wyrazem. Na przykład Kwartet smyczkowy op. 131 złożony jest z siedmiu połączonych ze sobą części, zaś w finale IX Symfonii do orkiestry dołącza kwartet solistów oraz chór mieszany. Inne najważniejsze dzieła tego okresu to monumentalna msza symfoniczna Missa Solemnis op. 123, ostatnie pięć kwartetów smyczkowych (tzw. Kwartety Golicynowskie), wraz z potężną Wielką Fugą op. 133, a także ostatnie pięć sonat fortepianowych, m.in. Hammerklavier op. 106.
Główne cechy tego okresu:
- bardzo silne kontrasty
- upodobanie do wielkich form wariacyjnych,
- komplikacja faktury,
- nasilenie kontrapunktu,
- charakterystyczne tryle – „grzmot w basach”,

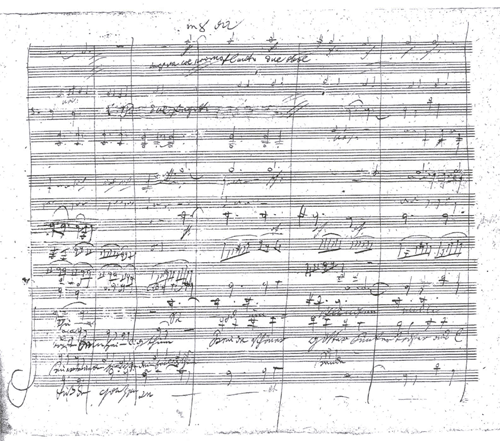
Rękopis IX symfonii d-moll op. 125

- melodia bardzo odległa od tradycyjnej: czasem typu wokalnego, ale wtedy w stylu recytatywu lub ariosa, często zaś „postrzępiona”, rozbita na pojedyncze motywy, albo wręcz osobne dźwięki.

### Symfonie
Ludwig van Beethoven skomponował (w latach 1799–1824) dziewięć symfonii; niedługo przed śmiercią rozpoczął też szkicowanie dziesiątej.
Symfonie Beethovena podążają w większości za następującym schematem:
- część I – w formie allegra sonatowego; czasem także z wolnym wstępem (I, II, IV, VII),
- część II – wolna,
- część III – scherzo (w VIII menuet),
- cześć IV – szybka, w formie allegra sonatowego (czasem z krótkim wolnym wstępem) lub ronda.

I symfonia C-dur op. 21, powstała w latach 1799–1800, utrzymana jest jeszcze w stylu czysto klasycystycznym, jednak już w niej zaznacza się rewolucyjna, „obrazoburcza” postawa Beethovena; rozpoczyna się bowiem akordem septymowym (C7), rozwiązującym się na F-dur, a więc nie – jak było wówczas przyjęte – na tonikę (C-dur). II symfonia D-dur także zalicza się do wczesnego, tzw. klasycznego okresu twórczości kompozytora, stanowi jednak dzieło znacznie dojrzalsze. Pierwsze dwie symfonie (w szczególności Symfonia II) dużo zawdzięczają kompozycjom i klasycystycznym założeniom Mozarta. Z upływem czasu Beethoven stawał się jednak coraz bardziej niezależnym twórcą.
Szczególnie przełomowe znaczenie ma III symfonia Es-dur op. 55 „Eroica” (Ates Orga pisze o niej „pierwsza z wielkich symfonii XIX-wiecznych”), pierwotnie zamierzona jako apoteoza Napoleona. Jest to dzieło zdecydowanie rewolucyjne w formie; spośród licznych innowacji można wymienić wprowadzenie nowego tematu w przetworzeniu początkowego Allegro con brio, słynne „dysonansowe” wołanie rogów tuż przed repryzą tejże części, marsz żałobny w funkcji części wolnej, oparcie finału na formie wariacyjnej, a także rekordową w stosunku do wcześniejszych symfonii długość (utwór trwa około 45 minut).
Po lżejszej oraz znacznie bardziej klasycznej w wymowie IV symfonii B-dur op. 60 następują pisane niemal równocześnie symfonie Piąta i Szósta. V symfonię c-moll op. 67 otwiera jeden z najsłynniejszych motywów w historii muzyki, zwany „motywem losu”. Przewija się on we wszystkich częściach dzieła, czym wzmacnia spoistość jego struktury; podkreśla ją również reminiscencja części III w cz. IV, a także fakt, że grane są one attacca (tj. bez przerwy). Nowatorska jest instrumentacja symfonii: w finale do orkiestry dołączają puzony, flet piccolo i kontrafagot. VI symfonia F-dur op. 68 „Pastoralna” to jeden z niewielu utworów programowych Beethovena i jedyna taka symfonia w jego dorobku. Opowiada o uczuciach związanych z pobytem na wsi, zawiera także elementy tzw. ilustracji dźwiękowej (np. głosy ptaków w części II pt. „Scena nad strumieniem”, grzmoty w cz. IV pt. „Burza”); posiada także niestandardowy, bo pięcioczęściowy układ.
VII symfonię A-dur op. 92 cechują wyjątkowo rytmiczne, pulsujące, czasem taneczne tematy, z których powodu utwór został przez Richarda Wagnera nazwany „apoteozą tańca”. VIII symfonia F-dur op. 93, z menuetem zamiast scherza, to wyraźne, nieco żartobliwe nawiązanie do tradycji poprzedników.
Napisana w ostatnim okresie twórczości Beethovena, w latach 1822–1824, IX symfonia d-moll op. 125 to pierwsza w historii symfonia wokalno-instrumentalna, tj. symfonia z udziałem głosu ludzkiego (dokładnie: chóru mieszanego i kwartetu solistów). Tekstem wykorzystanym w finale dzieła jest Oda do radości Friedricha Schillera, swoisty manifest powszechnego braterstwa (napisanie kantaty na temat Ody kompozytor planował już lata wcześniej). Fragment finału zaaranżowano jako hymn Unii Europejskiej. IX symfonia jest dłuższa nawet od Eroiki – trwa ponad godzinę. Scherzo i część wolna zamienione są kolejnością, a obsada orkiestry powiększona jest m.in. o instrumenty perkusyjne.
Tzw. X symfonia Es-dur to próba rekonstrukcji pierwszej części (Andante-Allegro-Andante) dziesiątej, niedokończonej symfonii Beethovena, pisanej krótko przed śmiercią, dokonana na podstawie szkiców kompozytora przez Barry’ego Coopera w 1990 r. Jej wykonania dostępne są na rynku.

### Koncerty fortepianowe
Beethoven zdobył sławę najpierw jako wirtuoz fortepianu. To dla siebie jako wykonawcy skomponował w latach 1794–1811 pięć koncertów fortepianowych, a także fortepianową transkrypcję Koncertu skrzypcowego op. 61 (przywoływaną niekiedy jako VI koncert fortepianowy). Ponadto istnieje jeszcze jego bardzo wczesny koncert fortepianowy Es-dur, napisany przez trzynastoletniego kompozytora w roku 1784 i opatrzony oznaczeniem WoO 4. Z utworu tego zachowała się jedynie partia fortepianu.
Pierwszym koncertem Beethovena ukończonym w całości był II koncert fortepianowy B-dur, do którego szkice powstały już przed 1793 r., a całość została ukończona w latach 1794–1795. Druga, ostateczna wersja Koncertu B-dur powstała w latach 1798–1801, stąd też dalsza pozycja w numeracji i dalsze oznaczenie opusowe (op. 19 wobec 15). Pierwotnie finał Koncertu B-dur stanowiło Rondo B-dur WoO 6, którego partię solową ukończył Carl Czerny. I koncert fortepianowy C-dur został skomponowany w 1798 r. Pierwsze dwa koncerty stoją jeszcze na gruncie tradycji poprzedników, przede wszystkim Mozarta.
III koncert fortepianowy c-moll stworzył przełom w historii gatunku i otworzył jej nową epokę. Dotychczas orkiestra była jedynie tłem wobec solisty, czasem solista wchodził z orkiestrą w dialog – wszystko zaś służyło przede wszystkim uwydatnieniu czynnika wirtuozowskiego. W Koncercie c-moll natomiast stosunki między solistą a orkiestrą determinowane są przez potrzeby akcji muzycznej, ponad wirtuozerią rządzi więc czynnik kompozytorski. Utwór jest też zdecydowanie bardziej dramatyczny niż koncerty dawniejsze, o czym świadczy już sama tonacja: c-moll.
IV koncert fortepianowy G-dur reprezentuje już w pełni własny styl Beethovena; wartość i emocjonalna wymowa muzycznej treści dzieła jest znacznie większa niż w Koncercie c-moll, a forma charakteryzuje się niewyobrażalną dotąd doskonałością.
Dzieło rozpoczyna – po raz pierwszy w historii muzyki – solista, na dodatek bez żadnego akompaniamentu. O ile części skrajne są relatywnie pogodne, o tyle silnie dramatyczna jest część II, Andante con moto, w której urzeczywistnił Beethoven „po raz pierwszy w sposób zupełny zasadę przeciwstawiania sobie sola i tutti, jak gdyby były osobą i chórem”. Fortepianowa wersja Koncertu skrzypcowego D-dur, określana niekiedy jako VI koncert fortepianowy, powstała po klęsce oryginału na premierze; reprezentuje jednak niższy poziom artystyczny niż wersja skrzypcowa, toteż wykonywana jest bardzo rzadko.
W symfonicznym V koncercie fortepianowym Es-dur, zwanym „Cesarskim”, dramatyzm dzieła tworzy na równi solista i orkiestra. Niezwykły jest początek dzieła, w którym solista prezentuje kadencję opartą na trzech potężnych akordach orkiestry, a także moment tuż przed zakończeniem, w którym fortepian zostaje sam ze zwalniającym akompaniamentem kotłów.
Wszystkie koncerty Beethovena zbudowane są z trzech części:
- część I – Allegro (w I, II i III Allegro con brio, w IV – Allegro moderato) z kadencją napisaną przez kompozytora),
- część II – Largo (I, III), Adagio (II, V) lub Andante (IV),
- część III – Rondo, zazwyczaj w tempie Allegro (w III Allegro molto, w IV – Vivace).

### Kwartety smyczkowe
Wczesny cykl sześciu kwartetów op. 18 nawiązuje do tradycji Haydna. Zmianę przyniosły trzy Kwartety smyczkowe op. 59, zwane Kwartetami Razumowskiego, gdyż napisane dla zespołu rosyjskiego księcia Andrieja Kiriłłowicza Razumowskiego i jemu dedykowane. Są dłuższe od wcześniejszych i z racji swego pełnego brzmienia bywały nawet transkrybowane na orkiestrę smyczkową. Sprawiają wrażenie symfonii na kwartet smyczkowy, i to nie tylko z powodu wyjątkowych rozmiarów. Dłuższe odcinki rozwijają się podobnie jak rozbudowane frazy w symfoniach. Krótkie epizody wzorowanych są na technice przeciwstawiania sobie różnych grup instrumentów w orkiestrze.
Ostatnie (późne) kwartety, zwane też Golicynowskimi (od nazwiska rosyjskiego księcia, który dał Beethovenowi impuls do ich napisania), radykalnie rewolucjonizowały gatunek. Zbudowane są często nie z czterech, ale z większej liczby części – nawet siedmiu (op. 131). Ich forma i brzmienie było tak nowatorskie, że przez dłuższy czas wykonywano je bardzo rzadko. W niektórych fragmentach stylizowane są na muzykę wokalną (arioso, recytatyw, chorał). Beethoven każe także wykonawcom stosować nietypową artykulację (bariolage, sul ponticello czy col punto d’arco).

### Skrócona lista utworów według gatunku
- 9 symfonii, w tym:
  - III Es-dur op. 55 Eroica,
  - V c-moll op. 67, ze słynnym „motywem losu”,
  - VI F-dur op. 68 Pastoralna,
  - IX d-moll op. 125, popularna przede wszystkim dzięki finałowej kantacie do słów Ody do radości,
- 5 koncertów fortepianowych, w tym tzw. Cesarski Es-dur op. 73,
- Koncert skrzypcowy D-dur op. 61,
- Koncert potrójny C-dur na skrzypce, wiolonczelę i fortepian op. 56,
- 11 uwertur, w tym uwertury koncertowe:
  - Egmont  op. 84,
  - Coriolan op. 62,
  - Leonora III(inne języki) op. 72a,
  - Poświęcenie domu (Die Weihe des Hauses) op. 124,
- opera Fidelio op. 72 (3 wersje: 1805, 1806, 1814),
- kantaty i dzieła sakralne, w tym Missa solemnis D-dur op. 123,
- utwory fortepianowe:
  - 32 sonaty fortepianowe, w tym:
    - Sonata quasi una fantasia cis-moll op. 27/2 (zwana Księżycową),
    - tzw. Patetyczna c-moll op. 13,
    - tzw. Waldsteinowska C-dur op. 53,
    - tzw. Appassionata f-moll op. 57,
    - tzw. Les Adieux (Pożegnanie) Es-dur op. 81a (jedyna programowa sonata kompozytora),
    - tzw. Hammerklavier B-dur op. 106,

  - cykle wariacyjne, w tym Wariacje na temat Diabellego op. 120,
  - bagatele, w tym słynna Dla Elizy WoO 59,
- utwory kameralne:
  - 10 sonat na skrzypce i fortepian (m.in. tzw. Wiosenna F-dur op. 24, tzw. Kreutzerowska A-dur op. 47),
  - 5 sonat na wiolonczelę i fortepian,
  - 16 kwartetów smyczkowych, w tym:
    - 3 tzw. kwartety Razumowskiego op. 59,
    - tzw. kwartet Harfowy (Harfenquartett) Es-dur op. 74,
    - tzw. Quartetto serioso f-moll op. 95,
    - 5 kwartetów późnych (tzw. kwartety Golicynowskie) opp. 127, 130, 131, 132, 135
    - Wielka Fuga na kwartet smyczkowy op. 133,

  - 7 triów fortepianowych, w tym:
    - tzw. Duch (Geistertrio) D-dur op. 70/1,
    - tzw. Arcyksiążęce B-dur op. 97,

  - 5 triów smyczkowych,
  - inne utwory kameralne, w tym: kwintety, sekstety, septet, oktet,
- pieśni, w tym:
  - Adelaide op. 46,
  - cykl pieśni Do dalekiej ukochanej (An die ferne Geliebte) op. 98,
- inne (marsze wojskowe, tańce niemieckie, menuety, kanony i in.)

## Beethoven w kulturze

### Symbol artysty
Weźcie sto stuletnich dębów i wielkimi literami wyryjcie na ich pniach jego imię. Wyciosajcie w kamieniu postać jego ogromną jak święty Boromeusz nad jeziorem Maggiore, aby mógł patrzeć ponad szczytami gór, tak jak czynił to za życia – i aby, gdy cudzoziemcy płynący statkami po Renie zapytają, kim jest ów olbrzym, każde dziecko mogło odpowiedzieć: «To Beethoven» – na co oni pomyślą, że to imię niemieckiego cesarza

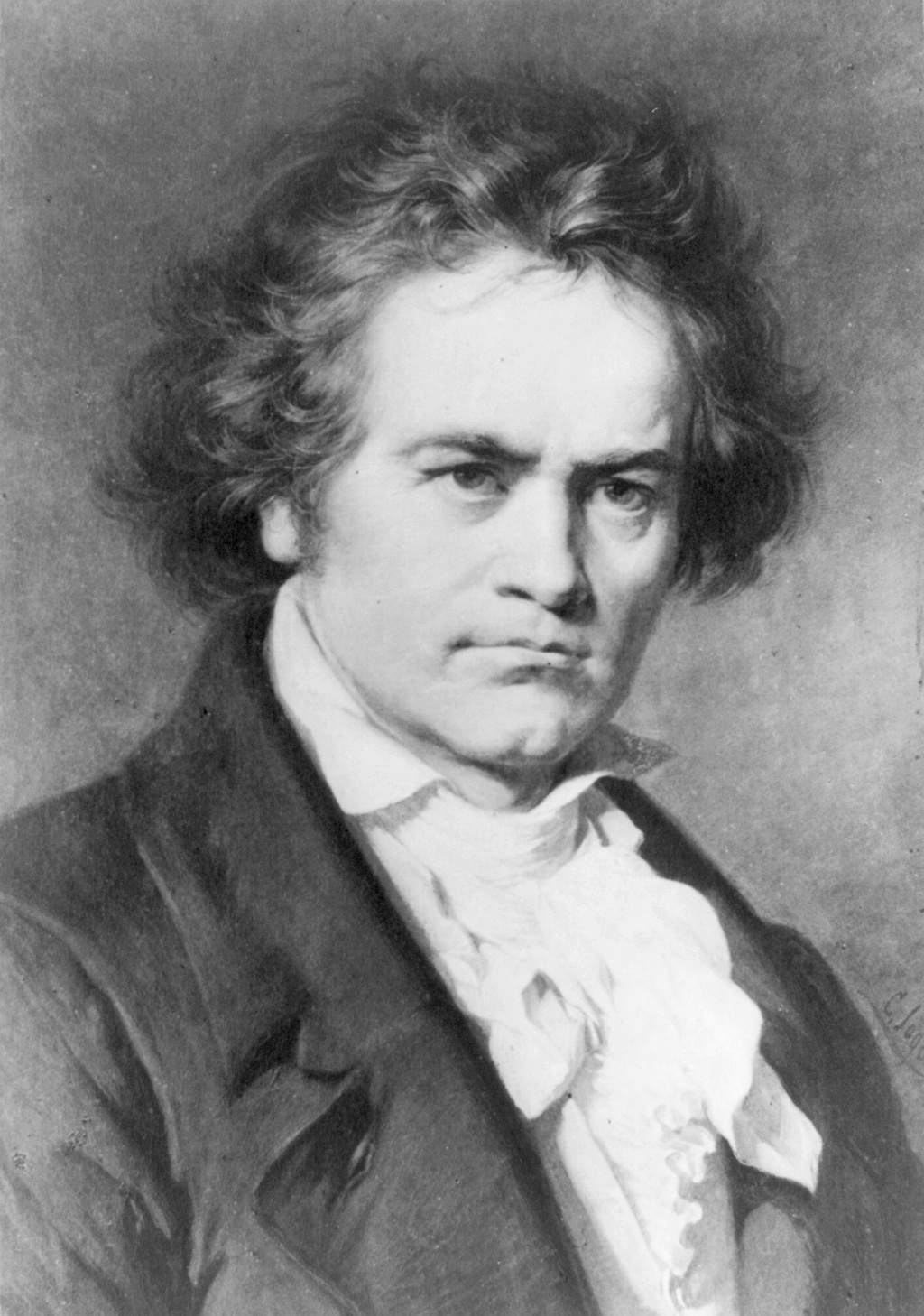
Ludwig van Beethoven, obraz Carla Jaegera

Znaczenie i rola Beethovena wykraczają poza historię muzyki. Jego postawa twórcza rzutowała na wyobrażenia o artyście przez wiele pokoleń, począwszy od romantyzmu. Na temat tego fenomenu Danuta Gwizdalanka pisze:
Jako kompozytor Beethoven zdobył uznanie, a nawet popularność, chociaż nie starał się przypodobać publiczności. Wręcz przeciwnie, świadomie pisał „trudną muzykę”, niejednokrotnie ignorując przyzwyczajenia wykonawców i słuchaczy. (...) Odwaga przeciwstawiania się konwencjom sprawiła, że potomni uznali Beethovena za symbol niezależności w sztuce. Stał się uosobieniem artysty bezkompromisowego, a nawet „zbuntowanego”, artysty-obywatela, który poprzez sztukę zaangażował się w sprawy świata i polityki, a tworzył jedynie z wewnętrznej potrzeby.
Mit Beethovena opierał się też w znacznej mierze na jego głuchocie – przedstawiał obraz kompozytora walczącego z chorobą, odizolowanego od ludzi i dźwięków. Liczne anegdoty podkreślały jego roztargnienie.
Obecnie Beethoven rozpoznawany jest przede wszystkim jako autor IX Symfonii, wykonywanej w czasie wielu wyjątkowych uroczystości (np. po upadku Muru Berlińskiego). Fragment jej finału z kantatą do słów Ody do radości Friedricha Schillera (tylko melodia, bez tekstu, w opracowaniu Herberta von Karajana) został przyjęty jako hymn Unii Europejskiej, dzięki czemu odgrywa rolę politycznego symbolu całej Europy.

### Beethoven i literatura
- Na Ludwigu van Beethovenie wzorowana jest postać genialnego muzyka Jana Krzysztofa Kraffta, głównego bohatera powieści Romaina Rollanda Jan Krzysztof[85].
- Wydana w 2009 przez wydawnictwo MUZA (wydanie polskie) powieść Josepha Gelinka pt. Dziesiąta symfonia opiera swoją fabułę na zagadce nieukończonej Dziesiątej symfonii Beethovena. Inspiracją dla autora mogła być rzeczywista rekonstrukcja pierwszej części dzieła, dokonana przez Barry’ego Coopera (zob. sekcja „Symfonie”).

### Beethoven i film
Zarówno muzyka, jak i postać Beethovena wykorzystywane były w filmach.

#### Filmy o Beethovenie
- W 1994 powstał film według scenariusza i w reżyserii Bernarda Rose’a(inne języki), Wieczna miłość (Immortal Beloved), opowiadający o życiu Beethovena. Rolę kompozytora zagrał w nim Gary Oldman. Fabuła podąża za sekretarzem i pierwszym biografem Beethovena, Antonem Schindlerem (w tej roli Jeroen Krabbé), który usiłuje ustalić tożsamość Nieśmiertelnej Ukochanej (tytuł filmu – „Wieczna miłość” – wynika z innego tłumaczenia), znanej z listów odkrytych po śmierci kompozytora. Podróżuje po Cesarstwie Austriackim, rozmawiając z potencjalnymi kandydatkami; z ich wspomnień powstaje opis burzliwego życia kompozytora. Film nakręcono między 23 maja i 29 lipca 1994 w czeskich miastach Pradze i Kromieryżu, a także na Cmentarzu Centralnym w Wiedniu.
- W 2006 Agnieszka Holland wyreżyserowała film Kopia mistrza (Copying Beethoven), koncentrujący się na ostatnich latach życia Beethovena, przede wszystkim na okolicznościach powstania IX symfonii. Fabuła wprowadza fikcyjną postać młodej kopistki Anny, która z czasem przywiązuje się do kompozytora (i vice versa). W rolę Beethovena wcielił się Ed Harris, Annę zagrała Diane Kruger.

#### Muzyka Beethovena w filmach
- W filmie Stanleya Kubricka Mechaniczna pomarańcza (A Clockwork Orange) z 1971 główny bohater, lubujący się w przemocy Alex, jest też wielkim miłośnikiem muzyki Beethovena. Fragment IX symfonii pełni istotną rolę w fabule.
- W filmie Kornblumenblau Leszka Wosiewicza scenie gazowania ludzi w Auschwitz-Birkenau towarzyszy ostatnia część IX symfonii.
- Fragmenty kilku sonat fortepianowych Beethovena oraz fragment części wolnej tria „Arcyksiążęcego” obecne są w filmie braci Coenów „Człowiek, którego nie było” (The Man Who Wasn’t There) z 2001 r. Wykorzystane sonaty to: nr 8 „Patetyczna”, nr 14 „Księżycowa”, nr 15 „Pastoralna”, nr 23 „Appassionata”, nr 25 i nr 30.
- W filmie Alexa Proyasa Zapowiedź (2009) wykorzystano Allegretto z VII symfonii A-dur op. 92. Zostało ono także wykorzystane w obrazie Toma Hoopera Jak zostać królem (2010), filmie Bryana Singera X-Men: Apocalypse (2016), a także w serialu „The Umbrella Academy” (sezon 1, odcinek 5).

## Inne opracowania
- Zofia Lissa: Polonica Beethovenowskie. Kraków: Polskie Wydawnictwo Muzyczne, 1970. Brak numerów stron w książce
- Romain Rolland: Życie Beethovena. Wyd. III. Kraków: Polskie Wydawnictwo Muzyczne, 1973. Brak numerów stron w książce